# فرانسوا سیویل
فرانسوا سیویل (فرانسوی: François Civil‎؛ ‏ تلفظ فرانسوی: [fʁɑ̃.swa si.vil]؛ زادهٔ ۲۹ ژانویهٔ ۱۹۹۰) بازیگر اهل فرانسه است. وی از سال ۲۰۰۵ میلادی تاکنون مشغول فعالیت بوده‌است.
از فیلم‌ها یا برنامه‌های تلویزیونی که وی در آن نقش داشته‌است، می‌توان به بچه رزماری، آنان، تماس گرگ، مولیر، هرچه بالا هست، پایین نیز هست، ساخت فرانسه، پنج، ۲۰ سال فاصله، کارگزار مرا خبر کنید!، فرانک و فکر می‌کنی من کی هستم اشاره کرد.

## فیلم ها
فیلم سینمایی تماس گرگ